# Букінгем (одиниця вимірювання)
Букінгем — одиниця вимірювання квадрупольного моменту, що використовується в атомній та ядерній фізиці. Позначається зазвичай Б (не плутати з белом) або Бг, Бук тощо. Названо на честь англійського хіміка Девіда Букінгема.
Один букінгем дорівнює 10−10 франклін-квадратний ангстрем або 1 дебай-ангстрем.
1 Бук = 1 Д·Å = 10−10 Фр·Å2
В одиницях СІ:
1 Бук = 3,33564095× 10−40 Кл·м2